# Kongens Have
Le Kongens Have est le plus vieux et le plus visité des jardins publics de la ville de Copenhague au Danemark, avec 2,5 millions de visiteurs par an.